# Ceratellopsis
Ceratellopsis is een geslacht van schimmels behorend tot de familie Gomphaceae. 

## Soorten
Volgens Index Fungorum bevat het geslacht 18 soorten (peildatum maart 2023), namelijk:
| Soortnaam                  | Auteur(s)                      | Publicatiejaar |
| -------------------------- | ------------------------------ | -------------- |
| Ceratellopsis aculeata     | (Pat.) Corner                  | 1950           |
| Ceratellopsis acuminata    | (Fuckel) Corner                | 1950           |
| Ceratellopsis asphodeli    | Corner                         | 1950           |
| Ceratellopsis brondaei     | (Quél.) Corner                 | 1950           |
| Ceratellopsis caespitulosa | (Sacc.) Corner                 | 1950           |
| Ceratellopsis carestiae    | (Ces. ex Bres. & Sacc.) Corner | 1950           |
| Ceratellopsis corneri      | Berthier                       | 1974           |
| Ceratellopsis dryopteridis | (S. Imai) Corner               | 1950           |
| Ceratellopsis equiseticola | (Boud.) Corner                 | 1950           |
| Ceratellopsis graminicola  | (Bourdot & Galzin) Corner      | 1950           |
| Ceratellopsis helenae      | (Pat.) Corner                  | 1950           |
| Ceratellopsis kubickae     | Pilát                          | 1958           |
| Ceratellopsis mucedinea    | (Boud.) Corner                 | 1950           |
| Ceratellopsis mucosa       | (Berk. & M.A. Curtis) Corner   | 1950           |
| Ceratellopsis queletii     | (Pat.) Konrad & Maubl.         | 1937           |
| Ceratellopsis sydowii      | (Bres.) Corner                 | 1950           |
| Ceratellopsis terrigena    | Berthier                       | 1974           |
| Ceratellopsis thujicola    | (Kauffman) Corner              | 1950           |